# Farce
Farce er en scenisk genre, der lægger vægt på absurd, visuel eller dialogmæssig humor i højt tempo med parodier og karikerede roller. Farcer kendes fra teater og film.

## Teaterfarcer

### Historie
I Japan er kyogen-formen et løssluppent alternativ til de langsommelige og seriøse noh-dramaer. Begge former bygger på en meget lang tradition.
En af de første kendte europæiske teaterfarcer er den franske Le Garçon et l'aveugle, forfatteren er ukendt, der stammer fra det 13. århundrede. William Shakespeare skrev både tragedier og komedier, og nogle af komedierne ligner farcer med vægten på den rappe dialog. Senere fulgte Molière med stykker som Tartuffe fra 1664 samt flere af Ludvig Holbergs stykker. Både Gogol og Tjekhov skrev stykker, der kan betegnes som farcer. Oscar Wilde videreførte farcen med fx Bunbury.
Inden for det seneste halve århundrede er farcen brugt målrettet politisk af Dario Fo, der har skrevet stykker som En tilfældig anarkists hændelige død og 7. bud: Stjæl lidt mindre. Andre nyere skabere af farcer er Alan Ayckburn og Neil Simon.

## Filmfarcer

### Historie
Genren kom tidligt i filmens barndom i Frankrig i ret primitiv form inspireret af teaterfarcen. Den amerikanske instruktør Mack Sennett videreførte med sit firma af The Keystone Company genren i Hollywood med ekstremt højt tempo, halsbrækkende stunts og stor destruktionstrang. Hans film latterliggjorde autoriteter som politiet og andre filmgenrer som melodramaet.
Charles Chaplin begyndte også i denne stil, men fik snart tilføjet raffinementer i form af mere nuanceret personskildring og variation i tempoet. Hans stil blev fulgt op af de store stjerner fra stumfilmens tid som Buster Keaton og Gøg og Gokke.
I tonefilmens første tid er Marx Brothers og W.C. Fields med til at føre genren videre, og i 1930'erne opstod en beslægtet genre som screwball comedy, der ligner farcen i sit høje tempo og sine rappe replikker, men er lidt mere afdæmpet i det fysiske udtryk.
Fra 1950'erne er farcen videreført af Jerry Lewis, Mel Brooks, Woody Allen (først i karrieren) samt Zucker, Abrahams & Zucker med film som Højt at flyve og Politiskolen. Nu er tv for alvor kommet på banen, og her trives farcen i stor udstrækning i bl.a. sitcom med Lucille Balls progarmmer og i de seneste år en serie som Venner.
Uden for USA er der farcer som hos Louis de Funès i Frankrig og Peter Sellers og Monty Python i England. I tv er Benny Hill og Rowan Atkinson nogle af de mest kendte.

### Danske farcer
De ældste danske filmfarcer er fra stumfilmens tid. Nordisk Films Kompagni producerede 1910 en filmserie med Victor Fabian i hovedrollen som den altid høflige Fabian, der altid kom ud for alskens ulykker i film som Fabian kører i Skoven og Fabian paa Kærlighedsstien. Filmene opnåede stor succes og blev eksporteret til udlandet. Senere producerede Palladium farcer med komikerparret Carl Schenstrøm og Harald Madsen – bedre kendt som Fyrtårnet og Bivognen eller Fy og Bi. I 1921-1929 indspillede de en række stumfilmsfarcer, der blev kendt i hele Europa. De indspillede også enkelte talefilm, der blev knap så vel modtaget. Deres sidste film, I de gode gamle dage, indspillede de i 1940.
Med talefilmens indtog ændrede de danske film generelt stil væk fra falde-på-halen-komik over i det mere talt morsomme: der blev lagt vægt på dialog og en egentlig historiefortælling. De danske film fra 1930'erne var næppe egentlige farcer. De fleste er egentlig lystspil. Men en række film lægger så megen vægt på gags og anden humor, at de bør nævnes:
I 1960'erne var det især film med Kjeld Petersen og/eller Dirch Passer, der repræsenterede farcegenren: Den grønne elevator, Majorens oppasser og Nøglen til Paradis.
Støv på hjernen, Det støver stadig og Slå først, Frede og Slap af, Frede nød også stor publikumsmæssig succes.
I 1970'erne fulgte film som Mig og Mafiaen, Brand-Børge rykker ud, Julefrokosten og Olsen Banden-filmene. I 1980'erne kan Walter og Carlo-filmene samt Jydekompagniet betegnes som farcer, men trods stor publikumsmæssig succes har de danske film i genren sjældent været kunstnerisk anerkendt som flere af de udenlandske eksempler. Det samme kan siges om de nyere danske forsøg i genren. Film som Vildbassen og Stjerner uden hjerner nød hverken kritikernes eller publikums gunst. Til gengæld blev Polle Fiction-filmen baseret på en Sonofonreklame i Snave på Fyn en stor publikumssucces i 2002.
Siden 1980'erne er især Regner Grasten blevet kendt som producent af rene farcer. Her skal blot nævnes Kampen om den røde ko (1987), Elvis Hansen, en samfundshjælper (1988), Bananen - skræl den før din nabo (1990) og Krummerne-serien. En del af dem fik en ublid medfart af kritikere og publikum.
Der er også på tv forsøgt lavet danske farcer med Langt fra Las Vegas-serien som noget af det heldigste.